# Список почтовых кодов штатов США
Двухбуквенные аббревиатуры для обозначения отдельных штатов США широко используются Почтовой службой США. В текущем виде единый стандарт был принят в октябре 1963 года, а первая попытка унифицировать аббревиатуры и сокращённые обозначения штатов для нужд почты была предпринята ещё в 1831 году. Единственное изменение в действующем списке кодов Почтовой службы произошло в 1969 году, когда для предотвращения путаницы с аббревиатурой канадской провинции Нью-Брансуик кодом Небраски вместо NB были выбраны буквы NE. Кроме того, до 1988 года почтовым кодом для Северных Марианских островов, обслуживаемых USPS, было CM.
Двухбуквенные коды Почтовой службы США (USPS) совпадают с двухбуквенными аббревиатурами Американского национального института стандартов (ANSI), но незначительно различаются с кодами, используемыми для маркировки судов Береговой охраной США (например, код для штата Калифорния в системе Почтовой службы США — CA, а в системе Береговой охраны США — CF). Аббревиатуры для отдельных штатов, принятые стандартом ISO 3166, регламентирующим в том числе кодовые обозначения административных образований, совпадают с кодами USPS и ANSI, но используют префикс «US-» (например, US-FL для Флориды вместо FL). Аббревиатуры ANSI и ISO 3166 также не распространяются на специфические почтовые коды (например, коды для корреспонденции армии США за пределами страны). Для Внешних малых островов почтовых кодов нет.

## Список

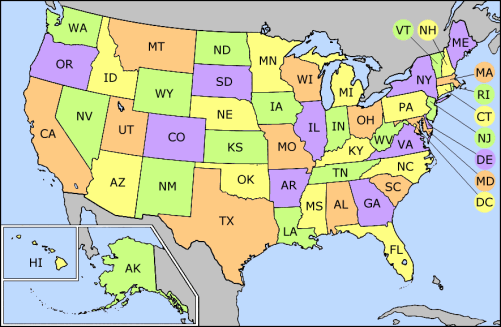
Карта США с почтовыми кодами отдельных штатов.

Почтовые коды штатов
| Штат                       | Код |
| -------------------------- | --- |
| Айдахо                     | ID  |
| Айова                      | IA  |
| Алабама                    | AL  |
| Аляска                     | AK  |
| Аризона                    | AZ  |
| Арканзас                   | AR  |
| Вайоминг                   | WY  |
| Вашингтон                  | WA  |
| Вашингтон (округ Колумбия) | DC  |
| Вермонт                    | VT  |
| Виргиния                   | VA  |
| Висконсин                  | WI  |
| Гавайи                     | HI  |
| Делавэр                    | DE  |
| Джорджия                   | GA  |
| Западная Виргиния          | WV  |
| Иллинойс                   | IL  |
| Индиана                    | IN  |
| Калифорния                 | CA  |
| Канзас                     | KS  |
| Кентукки                   | KY  |
| Колорадо                   | CO  |
| Коннектикут                | CT  |
| Луизиана                   | LA  |
| Массачусетс                | MA  |
| Миннесота                  | MN  |
| Миссисипи                  | MS  |
| Миссури                    | MO  |
| Мичиган                    | MI  |
| Монтана                    | MT  |
| Мэн                        | ME  |
| Мэриленд                   | MD  |
| Небраска                   | NE  |
| Невада                     | NV  |
| Нью-Гэмпшир                | NH  |
| Нью-Джерси                 | NJ  |
| Нью-Йорк                   | NY  |
| Нью-Мексико                | NM  |
| Огайо                      | OH  |
| Оклахома                   | OK  |
| Орегон                     | OR  |
| Пенсильвания               | PA  |
| Род-Айленд                 | RI  |
| Северная Дакота            | ND  |
| Северная Каролина          | NC  |
| Теннесси                   | TN  |
| Техас                      | TX  |
| Флорида                    | FL  |
| Южная Дакота               | SD  |
| Южная Каролина             | SC  |
| Юта                        | UT  |

Специальные почтовые коды
| Территория                                      | Почтовый код |
| ----------------------------------------------- | ------------ |
| Американское Самоа                              | AS           |
| Американские Виргинские острова                 | VI           |
| Гуам                                            | GU           |
| Маршалловы Острова                              | MH           |
| Палау                                           | PW           |
| Пуэрто-Рико                                     | PR           |
| Северные Марианские острова                     | MP           |
| Федеративные Штаты Микронезии                   | FM           |
| ВС США — Латинская Америка                      | AA           |
| ВС США — Европа, Канада, Африка, Ближний Восток | AE           |
| ВС США — Тихоокеанский регион                   | AP           |

Неиспользуемые коды
| Территория             | Почтовый код |
| ---------------------- | ------------ |
| Зона Панамского канала | CZ           |
| Филиппины              | PI           |